# Blues Etílicos
Blues Etílicos é uma banda brasileira de blues.

## História
O Blues Etílicos é um conjunto brasileiro de blues criado no Rio de Janeiro em 1985, pelo gaitista Flávio Guimarães, o baixista Cláudio Bedran e o guitarrista Otávio Rocha e, poucos meses depois de sua estreia, incorporou o cantor e guitarrista Greg Wilson e o baterista Gil Eduardo.  Em 1987, a banda grava seu primeiro LP, pelo selo independente Satisfaction Discos. Logo em seguida são contratados pela Gravadora Eldorado, lançando Água Mineral em 89, San Ho Zay em 1990 e IV em 91. San Ho Zay atinge a marca de 35.000 cópias vendidas , sendo o álbum mais vendido de uma banda de blues brasileira em todos os tempos.
Em 1989, a banda teve ampla projeção através do primeiro Festival Internacional de Blues, na cidade de Ribeirão Preto, abrindo o festival na mesma noite que Buddy Guy. O festival foi um divisor de águas para o gênero no Brasil e surgem várias bandas nacionais influenciadas pelo som do Blues Etílicos. Durante esse período , a Blues Etílicos teve vários programas especiais na TV Cultura, Rede Manchete e MTV, além de ter suas músicas amplamente executadas nas rádios em todo país.
O Blues Etílicos foi a primeira e a principal banda nacional a criar um público fiel nesse segmento e graças a isso participou de todos os festivais ligados a esse gênero musical, dividindo o palco com os principais nomes do blues internacional como B. B. King, Robert Cray e Buddy Guy entre outros.
Entre 1995 e 1996, a banda realizou cerca de 20 apresentações com o cantor Ed Motta, batendo sucessivos recordes de público no Circo Voador, no Rio de Janeiro, além de teatros e casas noturnas por todo país. Em Florianópolis, se apresentaram juntos para uma plateia de 25.000 pessoas no aniversário da cidade.
A partir de 1996, o baterista Pedro Strasser assume as baquetas e são lançados os álbuns Dente de Ouro em 1996, Águas Barrentas – Ao Vivo em 2001, Cor do Universo em 2003, Viva Muddy Waters em 2007, o DVD Ao Vivo no Bolshoi Pub em 2011 e o CD Puro Malte em 2013. Boa parte da discografia da banda bem como o DVD estão disponíveis pela Gravadora Substancial Music.´
É considerada a mais popular banda de blues brasileira, recordista em público nos shows e em vendagens de CDs no segmento, a banda comemorou 25 anos de carreira em 2010 com o lançamento de seu primeiro DVD: Blues Etílicos ao vivo no Bolshoi Pub.
O Blues Etílicos já lançou 13 CDs, sendo 9 de estúdio, 2 ao vivo e 2 coletâneas.
A empatia do grupo com o público deve-se à originalidade de compor tanto em inglês quanto português. O vocalista norte americano Greg Wilson confere autenticidade e sotaque correto às canções em inglês. Os solistas de gaita e guitarra, Flávio Guimarães e Otávio Rocha, se destacam nos solos, acompanhados pela cozinha coesa e cheia de swing de Pedro Strasser, na bateria, e Cláudio Bedran, no baixo.
O grupo é conhecido por abrir shows de nomes consagrados, tais como: abrindo shows para B. B. King, Buddy Guy, Robert Cray, Sugar Blue, Ike Turner, Magic Slim e muitas outras atrações internacionais.

## Formação
- Greg Wilson - norte-americano, natural do Mississipi. Possui bacharelado em música pela Universidade da Carolina do Sul (EUA). Além de vocalista, toca guitarra e trompete.
- Flávio Guimarães - gaitista referência no blues e rock nacionais,[carece de fontes?] atuou como participação especial dos shows de Buddy Guy, Taj Mahal, Magic Slim, Charlie Musselwhite, Sugar Blue e vários grandes nomes do blues norte americano. Gravou com Alceu Valença, Ed Motta, Cássia Eller, Titãs, Zeca Baleiro, Zélia Duncan, Fernanda Abreu, Luiz Melodia e Paulo Moura, entre outros.
- Otávio Rocha - atua também como guitarrista base e compositor.
- Beto Werther - baterista e também um dos primeiros no instrumento no blues nacional.
- Cláudio Bedran - baixista e também fundador da banda, atua como compositor de boa parte das músicas em português do grupo.

## Discografia
- 30 Anos (Ao Vivo) - 2015 (Substancial Music)
- Puro Malte - 2013 (Substancial Music)
- O Melhor do Blues Etílicos - 2012 (Substancial Music)
- Viva Muddy Waters - 2007 (Chico Blues Records)
- Cor do Universo - 2003 (Net Records)
- Águas Barrentas - Ao Vivo - 2001 (Eldorado)
- The Best Of Blues Etílicos - 1998 (Eldorado)
- Dente de Ouro - 1996 (Abril Music)
- Salamandra - 1994 (Natasha Records)
- IV - 1991 (Eldorado)
- San-Ho-Zay - 1990 (Eldorado)
- Água Mineral - 1989 (Eldorado)
- Blues Etílicos - 1987 (Satisfaction)

DVD: Blues Etílicos ao vivo no Bolshoi Pub - 2012